# カフェ・コンセール・エルム
カフェ・コンセール・エルムは、愛知県名古屋市千種区吹上二丁目にあるシャンソン系ライブハウス。

## 概要
1986年（昭和61年）7月に開業する。運営は、有限会社吹上文化サロンであり、「シャンソン・タンゴ・ラテン等の総合エンタテインメント企業」とある「ミュージック・オフィス・エルム」の運営も、同時に行っている。
ジャンルは、シャンソンが主であり、シャンソン生演奏の店「シャンソニエ」のイメージが高い。レパートリーには、シャンソンの有名な曲のほか、最近の曲であるシャンソン・ルネッサンスの曲も、取り入れられている。タンゴのライブもある。カンツォーネやラテンその他のポップスのステージもある。
2010年（平成22年）現在、レギュラーライブが、日曜日を除き毎日行われ、午後7時30分第一ステージ開演となり、午後8時30分第二ステージ開演となる。ミュージック・オフィス・エルム関係の歌手の生演奏のほか、日によっては、著名なアーティストのライブもあり、海外からのアーティストのステージもある。著名なアーティストのライブの場合は、予約で満席の場合もある。大体、40分ぐらいの内容となる。午後9時30分からは、エルム所属の歌手によるエルム・ナイト・ショーとなり、レギュラーライブからの場合は、500円の追加チャージとなる。午後10時30分、閉演となる。火曜日のエルム・ナイト・ショーでは「歌声酒場」として、客が事前に持ち込んだ譜面でピアノ伴奏付で客自身が歌うというような企画もある。日曜日が定休日となる。
高級ワインやキャッサバケーキなどの軽食のメニューがある。
パリにある故モーリス・ファノンゆかりのシャンソン生演奏の店シャンソニエ「ル・コネッターブル」と姉妹提携を結んでいる。フランスのテレビでも、カフェ・コンセール・エルムが紹介される。

## 出演のアーティスト

### ミュージック・オフィス・エルム
- 青山桂子
- 岡山加代子
- 宮入公子
- 橋本奈央子
- 浜﨑久美子
- 真路まなみ
- 山口紀子
- 西野さくら
- 加藤修滋
- ELM La ELM
- H2 -アッシュ・ドゥ-
- Kayoko & ロス・ペペス

### 出演したことのある著名アーティスト
- 菅原洋一
- 美輪明宏
- アストロリコ
- グラシェラ・スサーナ
- ジャクリーヌ・ダノ（Jacqueline Danno）
- ロス・インディオス・タクナウ（Los Indios Tacunau）

## 所在地
住所
- 愛知県名古屋市千種区吹上2丁目4-5

## アクセス
地下鉄
- 名古屋市営地下鉄桜通線 吹上駅下車、若宮大通に沿って南側歩道を西に7分ほど歩く。

路線バス
- 名古屋市営バス（名駅17系統・栄17系統）「吹上」バス停下車。